# Katie Hensien
Katie Hensien (* 1. Dezember 1999 in Redmond, Washington) ist eine US-amerikanische Skirennläuferin. Sie ist auf die technischen Disziplinen Riesenslalom und Slalom spezialisiert. Ihr bisher größter Erfolg ist der Gewinn der Goldmedaille im Mannschaftswettbewerb bei den Weltmeisterschaften 2023.

## Karriere
Hensien gab ihr internationales Debüt bei den FIS-Rennen in Cardrona (Neuseeland). Ihr Weltcupdebüt gab sie am 26. November 2017 beim Slalom in Killington. Ihr erstes internationales Großereignis waren die Alpinen Ski-Juniorenweltmeisterschaften 2018 in Davos. Dort verpasste sie als Vierte im Slalom nur knapp eine Medaille. Bei den darauf folgenden Juniorenweltmeisterschaften im Fassatal gewann sie mit der Mannschaft die Silbermedaille.
Ihre ersten Weltcuppunkte gewann sie am 29. Dezember 2020 beim Slalom am Semmering. 2022 nahm Hensien erstmals an Olympischen Winterspielen teil. Im Slalom belegte sie in Peking den 22. Platz. Bei den Weltmeisterschaften 2023 in Méribel gewann sie mit der US-amerikanischen Mannschaft die Goldmedaille im Mannschaftswettbewerb, wobei sie nur Ersatzläuferin war.
Im Mai 2023 zog sich Hensien eine schwere Knieverletzung zu, wodurch sie die gesamte Saison 2023/24 verpasste.
Sie gab am 26. Oktober 2024 ihr Comeback im Weltcup, wobei sie mit Rang 4 ihre mit Abstand beste Platzierung im Weltcup erreichte. Sie verpasste dabei das Podest nur knapp, auf die drittplatzierte Julia Scheib fehlten ihr nur drei Hundertstelsekunden. 

## Privates
Katie Hensien studiert Angewandte Informatik an der University of Denver.

## Erfolge

### Olympische Winterspiele
- Peking 2022: 26. Slalom

### Weltmeisterschaften
- Cortina d' Ampezzo 2021: DNF Slalom, DNQ Parallel
- Méribel 2023: 1. Mannschaftswettbewerb, 23. Riesenslalom, 26. Slalom
- Saalbach-Hinterglemm 2025: 10. Team-Kombination, 22. Riesenslalom

### Weltcup
- 1 Platzierung unter den besten 20

### Weltcupwertungen
| Saison  | Gesamt | Gesamt | Riesenslalom | Riesenslalom | Slalom | Slalom |
| Saison  | Platz  | Punkte | Platz        | Punkte       | Platz  | Punkte |
| ------- | ------ | ------ | ------------ | ------------ | ------ | ------ |
| 2020/21 | 104.   | 13     | –            | –            | 42.    | 13     |
| 2021/22 | 123.   | 3      | –            | –            | 55.    | 3      |
| 2022/23 | 95.    | 19     | 46.          | 4            | 43.    | 15     |

### Europacup
- 4 Platzierungen unter den besten 10

### Nor-Am Cup
- Saison 2017/18: 17. Gesamtwertung, 11. Kombinationswertung, 12. Super-G Wertung, 17. Slalomwertung, 18. Riesenslalomwertung,
- Saison 2018/19: 10. Gesamtwertung, 3. Slalomwertung, 10. Riesenslalomwertung
- Saison 2019/20: 10. Gesamtwertung, 6. Slalomwertung, 17. Riesenslalomwertung
- 12 Podestplätze, davon 5 Siege:

| Datum             | Ort                | Land   | Disziplin    |
| ----------------- | ------------------ | ------ | ------------ |
| 16. Dezember 2018 | Panorama           | Kanada | Slalom       |
| 5. Januar 2019    | Osler Bluff        | Kanada | Slalom       |
| 20. Dezember 2019 | Nakiska            | Kanada | Slalom       |
| 15. Februar 2022  | Whiteface Mountain | USA    | Riesenslalom |
| 2. März 2023      | Osler Bluff        | Kanada | Slalom       |

### Juniorenweltmeisterschaften
- Davos 2018: 4. Slalom, 51. Riesenslalom
- Fassatal 2019: 2. Mannschaft, 10. Slalom, 33. Riesenslalom
- Narvik 2020: 33. Riesenslalom, DNS Kombination

### Weitere Erfolge
- 3 Podestplätze im Australia New Zealand Cup, davon 1 Sieg
- 4 Siege in FIS-Rennen